# Ante Pavelić (zobozdravnik in politik)
Ante Pavelić, hrvaški politik, * 19. maj 1869, Gospić, † 11. februar 1938, Zagreb.
Na Dunaju je končal študij medicine in nato delal kot zobozdravnik v Zagrebu. Od leta 1906 je bil poslanec pravašev v hrvaškem saboru. leta 1917 pa je postal predsednik stranke prava. Ob razpadu Avstro-Ogrske leta 1918 je postal podpredsednik Narodnega sveta Države Slovencev, Hrvatov in Srbov. Kot vodja delegacije Narodnega sveta je 1. decembra 1918 v Beogradu pred regentom Aleksandrom prebral izjavo o združitvi Države SHS s Srbijo v Kraljevino Srbov, Hrvatov in Slovencev.